# Parik Sinomba (Dolok Sanggul)
Parik Sinomba is een bestuurslaag in het regentschap Humbang Hasundutan van de provincie Noord-Sumatra, Indonesië. Parik Sinomba telt 792 inwoners (volkstelling 2010).